# Cryptanthus warren-loosei
Cryptanthus warren-loosei är en gräsväxtart som beskrevs av Elton Martinez Carvalho Leme. Cryptanthus warren-loosei ingår i släktet Cryptanthus, och familjen Bromeliaceae. Inga underarter finns listade i Catalogue of Life.